# Mesoplodon traversii

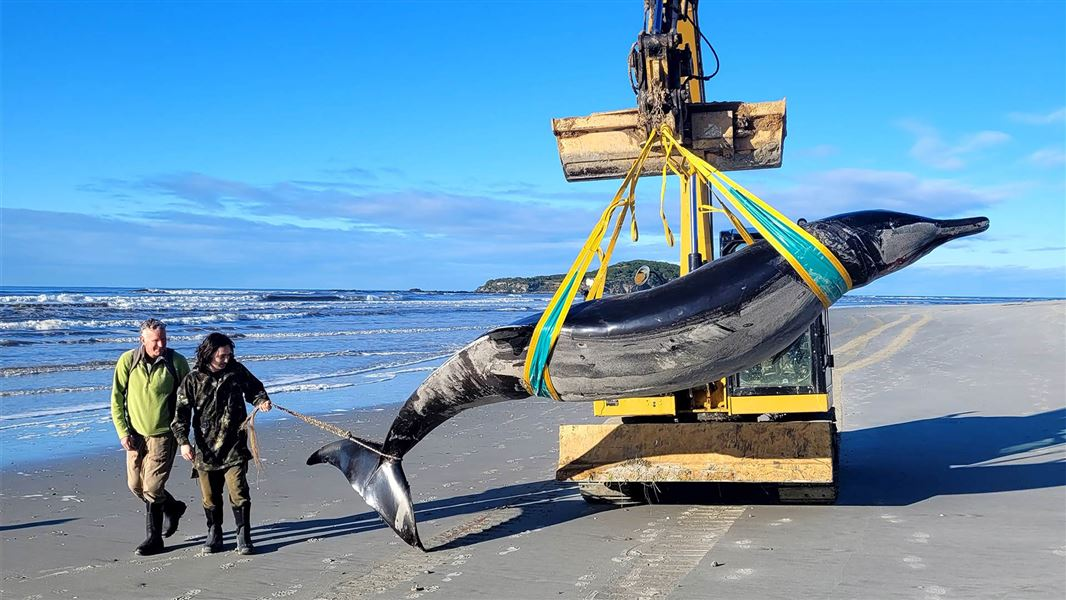
Strandad Mesoplodon traversii på Nya Zeeland 2024.

Mesoplodon traversii är en däggdjursart som först beskrevs av Gray 1874.  Mesoplodon traversii ingår i släktet Mesoplodon och familjen näbbvalar. IUCN kategoriserar arten globalt som otillräckligt studerad. Inga underarter finns listade i Catalogue of Life.
Artepitetet i det vetenskapliga namnet hedrar naturforskaren Henry H. Travers från Nya Zeeland.
Arten är dokumenterad från södra Stilla havet (Nya Zeeland, chilenska öar) men den kan ha en större utbredning. Det är nästan inget känt om artens levnadssätt men det antas att den liksom andra näbbvalar äter bläckfiskar.
Efter den första beskrivningen antogs länge att Mesoplodon traversii är samma art som Layards näbbval (Mesoplodon layardii). På grund av nyare fynd från 1996 blev det fastställd att den utgör en självständig art. Arten fick 1996 namnet Mesoplodon bahamondi men senare övertogs det gamla namnet från 1874.